# Anamarija Lampič
Anamarija Lampič est une fondeuse et biathlète slovène, née le 17 juin 1995 à Ljubljana. Elle est spécialiste du sprint. Médaillée d'argent aux championnats du monde lors de l'édition de 2019 avec Katja Višnar lors du sprint par équipes, elle remporte le bronze sur cette même épreuve en 2021 avec Eva Urevc, et termine également à la troisième place du sprint classique de cette même édition. En coupe du monde, elle remporte le globe de cristal des sprints lors de la saison 2020-2021. Elle change de sport pour le biathlon à l'issue de la saison 2021-2022.

## Biographie
Son père Janez Lampič est un cycliste qui a participé aux Jeux olympiques d'été de 1984. Son frère Janez est aussi fondeur.
Licenciée au TSK Triglav Kranj, elle commence sa carrière dans des compétitions officielles de la FIS en 2010 et dispute son premier championnat du monde junior en 2011.
Aux Jeux olympiques de la jeunesse d'hiver de 2012, à Innsbruck, elle gagne une médaille d'argent sur le cinq kilomètres classique. Ensuite lors des Championnats du monde junior, à Erzurum, elle est médaillée de bronze avec le relais.
Au Festival olympique d'hiver de la jeunesse européenne 2013, elle est double médaillée de bronze, au 7,5 kilomètres libre et au sprint libre.
Finalement, c'est en décembre 2013, qu'elle participe à sa première épreuve de Coupe du monde à Asiago.
En janvier 2015, elle marque ses premiers points en Coupe du monde avec une 11e place (demi-finaliste) au sprint classique d'Otepää. En février 2016, elle est même 7e d'un sprint à Drammen. En 2016, elle se classe quatrième du dix kilomètres classique aux Championnats du monde des moins de 23 ans à Rasnov.
En février 2017, alors que son meilleur résultat de la saison est jusque là quinzième, elle s'octroie la victoire sur le sprint de Pyeongchang, 1,6 seconde devant Silje Øyre Slind. Elle obtient sa sélection pour les Championnats du monde de Lahti peu après, pour s'y classer vingtième du sprint au mieux.
Aux Jeux olympiques de Pyeongchang en 2018, son meilleur résultat individuel est septième au sprint classique. Elle y est aussi 27e du dix kilomètres, sixième du sprint par équipes et huitième du relais.
Si lors de la saison 2018-2019, elle compte une finale à Falun en sprint (6e), son temps fort reste les Championnats du monde à Seefeld, où elle médaillée d'argent du sprint par équipes avec Katja Visnar, à trois dixièmes des Suédoises.
Sur le Tour de ski 2019-2020, elle remporte le sprint libre à Lenzerheide, à la photo-finish devant Maiken Caspersen Falla, puis le sprint classique à Val di Fiemme. Lors du sprint de Dresde, elle est devancée par la  Suédoise Linn Svahn. Le même mois, elle termine de nouveau deuxième, lors d'un sprint classique à Oberstdorf, une course remportée par Natalia Nepryaeva.
Elle obtient son premier podium de la coupe du monde 2020-2021 lors du sprint de Davos où elle termine deuxième derrière l'Américaine Rosie Brennan. Le week-end suivant, elle termine à la troisième place à Dresde, derrière la Suissesse Nadine Fähndrich et l'Américaine Sophie Caldwell. Le lendemain, elle est de nouveau présente sur un podium, avec sa compatriote Eva Urevc dans une course de relais, sur le sprint par équipes, troisième derrière les Suissesses Nadine Fähndrich et Laurien van der Graaff et les Russes. Lors du sprint libre du Val Mustair, étape d'ouverture du Tour de ski, elle termine initialement deuxième avant d'être rétrogradée au sixième rang à la suite de son accrochage avec Nadine Faehndrich. Elle est ensuite reclassée à la deuxième place après réclamation. Lors du deuxième sprint du tour, en style classique à Val di Diemme, elle s'incline en demi-finale. Elle termine ensuite à la deuxième place du sprint classique derrière Linn Svahn et devant Jonna Sundling. Lors de l'étape suivante à Ulricehamn, elle s'incline lors du sprint libre avant, le lendemain, de s'imposer au sprint devant l'équipe suédoise lors de l'épreuve de sprint par équipes. Associée à Eva Urevc, cette victoire est la première pour une équipe slovène dans ce type d'épreuve. Lors des mondiaux d'Oberstdorf, elle se classe à la troisième place du sprint classique, derrière la Suédoise Jonna Sundling et la Norvégienne . Lors du sprint par équipe, où elle est associée à Eva Urevc, elle remporte sa deuxième médaille de bronze, derrière la paire suédoise composée de Sundling et Maja Dahlqvist et la paire suisse composée de Laurien van der Graaff et Nadine Fähndrich. Au terme de la saison, elle termine en tête du classement des sprints, devant Nadine Fähndrich et Linn Svahn.
En 2022, elle se tourne vers le biathlon et entame la saison 2022-2023 sur le circuit international à Idre, en IBU Cup. Rapidement, elle obtient sa place au sein du groupe élite slovène. A Hochfilzen, elle décroche sa première cérémonie des fleurs en Coupe du monde dès sa course inaugurale sur le circuit. En 2024, elle décroche son premier podium individuel en terminant 3e du sprint d'Annecy.

## Palmarès Ski de fond

### Jeux olympiques d'hiver
| Épreuve / Édition   | Sprint                           | Sprint    | 10 km | 10 km                            | Skiathlon 2 × 7,5 km | 30 km | Relais | Relais   |
| Épreuve / Édition   | libre                            | classique | libre | classique                        | Skiathlon 2 × 7,5 km | 30 km | Sprint | 4 × 5 km |
| JO 2018 Pyeongchang | Épreuve inexistante à cette date | 7e        | 27e   | Épreuve inexistante à cette date | —                    | —     | 6e     | 8e       |

Légende :
- : pas d'épreuve
- — : Non disputée par Lampič

### Championnats du monde
| Épreuve / Édition        | Sprint                           | Sprint                           | 10 km                            | 10 km                            | Skiathlon 2 × 7,5 km | 30 km | Relais                    | Relais   |
| Épreuve / Édition        | libre                            | classique                        | libre                            | classique                        | Skiathlon 2 × 7,5 km | 30 km | Sprint                    | 4 × 5 km |
| Mondiaux 2017 Lahti      | 20e                              | Épreuve inexistante à cette date | Épreuve inexistante à cette date | 34e                              | —                    | —     | 8e                        | 13e      |
| Mondiaux 2019 Seefeld    | 17e                              | Épreuve inexistante à cette date | Épreuve inexistante à cette date | 20e                              | —                    | —     | Médaille d'argent, monde  | 9e       |
| Mondiaux 2021 Oberstdorf | Épreuve inexistante à cette date | Médaille de bronze, monde        | 18e                              | Épreuve inexistante à cette date | —                    | 21e   | Médaille de bronze, monde | —        |

Légende :
- : première place, médaille d'or
- : deuxième place, médaille d'argent
- : troisième place, médaille de bronze
- : pas d'épreuve
- — : Non disputée par Lampič

### Coupe du monde
- Meilleur classement général : 8e en 2021.
- 1 petit globe de cristal : gagnante de la Coupe du monde de sprint en 2021.
- 10 podiums individuels : 1 victoire, 5 deuxièmes places et 4 troisièmes places.
- 3 podiums par équipes : 1 victoire et 2 troisièmes places.

#### Courses par étapes
- 4 podiums individuels : 2 victoires, 1 deuxième place et 1 troisième place.
- Tour de ski : 2 victoires d'étape, 1 deuxième place et 1 troisième place.

##### Liste des victoires d'étape
| Date             | Lieu          | Pays   | Compétition | Discipline |
| ---------------- | ------------- | ------ | ----------- | ---------- |
| 29 décembre 2019 | Lenzerheide   | Suisse | Tour de Ski | SP TL      |
| 4 janvier 2020   | Val di Fiemme | Italie | Tour de Ski | SP TC      |

Légende :

TC = classique

TL = libre

SP = sprint

MS = départ en masse

H = départ avec handicap

#### Détail des victoires
| Épreuve / Édition | Sprint      | Sprint    |
| Épreuve / Édition | libre       | classique |
| 2016-17           | Pyeongchang |           |

#### Classements détaillés
| Saison / Épreuve | Saison / Épreuve | Général | Général | Distance | Distance | Sprint | Sprint |
| Saison / Épreuve | Saison / Épreuve | Class.  | Points  | Class.   | Points   | Class. | Points |
| ---------------- | ---------------- | ------- | ------- | -------- | -------- | ------ | ------ |
| 2015             | 2015             | 94e     | 24      |          |          | 50e    | 24     |
| 2016             | 2016             | 47e     | 85      | 64e      | 11       | 28e    | 74     |
| 2017             | 2017             | 31e     | 242     | 59e      | 28       | 9e     | 214    |
| 2018             | 2018             | 30e     | 216     | 30e      | 93       | 8e     | 113    |
| 2019             | 2019             | 25e     | 317     | 36e      | 83       | 17e    | 180    |
| 2020             | 2020             | 12e     | 767     | 18e      | 227      | 3e     | 472    |
| 2021             | 2021             | 8e      | 643     | 22e      | 153      | 1re    | 402    |

### Championnats du monde junior
- Erzurum 2012 :
  -  Médaille de bronze du relais en 2012.

### Jeux olympiques de la jeunesse
- Innsbruck 2012 :
  -  Médaille d'argent du cinq kilomètres classique.

### Festival olympique de la jeunesse européenne
- Rasnov 2013 :
  -  Médaille de bronze  du sprint libre.
  -  Médaille de bronze  sur 7,5 kilomètres libre.

### Coupe OPA
- 2 podiums individuels.
- 1 podium en relais.

## Palmarès en biathlon

### Championnats du monde
| Édition / Épreuve | Individuel | Sprint | Poursuite | Mass start | Relais | Relais mixte | Relais mixte simple |
| ----------------- | ---------- | ------ | --------- | ---------- | ------ | ------------ | ------------------- |
| Oberhof 2023      | —          | 58e    | 51e       | —          | 12e    | —            | —                   |
| Nové Mesto 2024   | 58e        | 36e    | 28e       | —          | 13e    | 9e           | —                   |
| Lenzerheide 2025  | 71e        | 14e    | 28e       | 16e        | 8e     | 11e          | —                   |

Légende :
- : première place, médaille d'or
- : deuxième place, médaille d'argent
- : troisième place, médaille de bronze
- — : non disputée par Lampic

### Coupe du monde
- Meilleur classement général : 17e en 2024.
- 2 podiums individuels : 2 troisièmes places.

Dernière mise à jour le 15 mars 2025

#### Classements en Coupe du monde
| Saison    | Individuel | Individuel | Sprint | Sprint   | Poursuite | Poursuite | Mass start | Mass start | Général | Général  |
| Saison    | Points     | Position   | Points | Position | Points    | Position  | Points     | Position   | Points  | Position |
| --------- | ---------- | ---------- | ------ | -------- | --------- | --------- | ---------- | ---------- | ------- | -------- |
| 2022-2023 | -          | n.c        | 91     | 27e      |           | n.c       |            | n.c        | 91      | 48e      |
| 2023-2024 | 16         | 52e        | 181    | 12e      | 92        | 23e       | 89         | 14e        | 378     | 17e      |
| 2024-2025 | -          | n.c        | 153    | 14e      | 169       | 33e       | 110        | 14e        | 332     | 23e      |

#### Résultats détaillés en Coupe du monde
| Résultats détaillés en Coupe du monde | Résultats détaillés en Coupe du monde | Résultats détaillés en Coupe du monde | Résultats détaillés en Coupe du monde | Résultats détaillés en Coupe du monde | Résultats détaillés en Coupe du monde | Résultats détaillés en Coupe du monde | Résultats détaillés en Coupe du monde | Résultats détaillés en Coupe du monde | Résultats détaillés en Coupe du monde | Résultats détaillés en Coupe du monde | Résultats détaillés en Coupe du monde | Résultats détaillés en Coupe du monde | Résultats détaillés en Coupe du monde | Résultats détaillés en Coupe du monde | Résultats détaillés en Coupe du monde | Résultats détaillés en Coupe du monde | Résultats détaillés en Coupe du monde | Résultats détaillés en Coupe du monde | Résultats détaillés en Coupe du monde | Résultats détaillés en Coupe du monde | Résultats détaillés en Coupe du monde | Résultats détaillés en Coupe du monde | Résultats détaillés en Coupe du monde | Résultats détaillés en Coupe du monde | Résultats détaillés en Coupe du monde | Résultats détaillés en Coupe du monde | Résultats détaillés en Coupe du monde | Résultats détaillés en Coupe du monde |
| ------------------------------------- | ------------------------------------- | ------------------------------------- | ------------------------------------- | ------------------------------------- | ------------------------------------- | ------------------------------------- | ------------------------------------- | ------------------------------------- | ------------------------------------- | ------------------------------------- | ------------------------------------- | ------------------------------------- | ------------------------------------- | ------------------------------------- | ------------------------------------- | ------------------------------------- | ------------------------------------- | ------------------------------------- | ------------------------------------- | ------------------------------------- | ------------------------------------- | ------------------------------------- | ------------------------------------- | ------------------------------------- | ------------------------------------- | ------------------------------------- | ------------------------------------- | ------------------------------------- |
| Saison                                | 1                                     | 2                                     | 3                                     | 4                                     | 5                                     | 6                                     | 7                                     | 8                                     | 9                                     | 10                                    | 11                                    | 12                                    | 13                                    | 14                                    | 15                                    | 16                                    | 17                                    | 18                                    | 19                                    | 20                                    | 21                                    | 22                                    | 23                                    | 24                                    | 25                                    | 26                                    | Classement                            | Courses                               |
| 2022-2023                             |                                       |                                       |                                       |                                       |                                       |                                       |                                       |                                       |                                       |                                       |                                       |                                       |                                       |                                       | .                                     | .                                     | .                                     | .                                     |                                       |                                       |                                       |                                       |                                       |                                       |                                       |                                       | 48e                                   | 9 / 20                                |
| 2022-2023                             | IN                                    | SP                                    | PU                                    | SP 5e                                 | PU N.P                                | SP                                    | PU                                    | MS                                    | SP 69e                                | PU                                    | IN                                    | MS                                    | SP 5e                                 | PU N.P                                | SP 58e                                | PU 51e                                | IN                                    | MS                                    | SP 40e                                | PU 50e                                | IN 61e                                | MS                                    | SP 69e                                | PU Ann.                               | MS                                    |                                       | 48e                                   | 9 / 20                                |
| 2023-2024                             |                                       |                                       |                                       |                                       |                                       |                                       |                                       |                                       |                                       |                                       |                                       |                                       |                                       |                                       | .                                     | .                                     | .                                     | .                                     |                                       |                                       |                                       |                                       |                                       |                                       |                                       |                                       | 17e                                   | 21 / 21                               |
| 2023-2024                             | IN 55e                                | SP 25e                                | PU 28e                                | SP 8e                                 | PU 33e                                | SP 14e                                | PU 37e                                | MS 16e                                | SP 19e                                | PU 19e                                | SP 14e                                | PU 24e                                | IN 34e                                | MS 14e                                | SP 36e                                | PU 28e                                | IN 58e                                | MS                                    | IN 32e                                | MS 10e                                | SP 18e                                | PU 31e                                | SP 9e                                 | PU 23e                                | MS 28e                                |                                       | 17e                                   | 21 / 21                               |
| 2024-2025                             |                                       |                                       |                                       |                                       |                                       |                                       |                                       |                                       |                                       |                                       |                                       |                                       |                                       |                                       | .                                     | .                                     | .                                     | .                                     |                                       |                                       |                                       |                                       |                                       |                                       |                                       |                                       | 23e                                   | 21 / 21                               |
| 2024-2025                             | SI 92e                                | SP 51e                                | MS                                    | SP 8e                                 | PU 38e                                | SP 3e                                 | PU 13e                                | MS 27e                                | SP 22e                                | PU 18e                                | IN 60e                                | MS 10e                                | SP 29e                                | PU 38e                                | SP 14e                                | PU 28e                                | IN 71e                                | MS 16e                                | SP 21e                                | PU 52e                                | IN 48e                                | MS 3e                                 | SP 52e                                | PU 29e                                | MS 28e                                |                                       | 23e                                   | 21 / 21                               |

## Distinctions
Elle est sportive slovène de l'année 2020.